# Steve Eidekorn
Steve Eidekorn (* 4. Juli 1992 in Strausberg) ist ein deutscher Sportschütze im Wurfscheibenschießen in der Disziplin Trap.

## Leben und Karriere
Eidekorn nahm erstmals 2007 bei der Deutschen Meisterschaft in Wiesbaden teil und belegte den achtzehnten Platz in seiner Altersklasse. Ein Jahr später bekam er in München Bronze und 2009 wurde er Deutscher Meister der Juniorenklasse B. 2011 und 2012 wurde er jeweils Vizemeister. Seinen ersten internationalen Wettkampf bestritt er 2012 bei der Europameisterschaft in Larnaka mit dem zwanzigsten Platz und mit der Mannschaft wurde er Siebter. Seit dem Wechsel in den Erwachsenkader 2013 war sein bestes Einzelergebnis der neunzehnte Platz bei der EM 2022 in Larnaka, wo er mit der Mannschaft Vierter wurde, sowie Vierter mit der Mannschaft beim Weltcup in Changwon.
2016 war Steve Eidekorn auch Teilnehmer bei den FISU World University Championships in Zawisza Bydgoszcz, wo er Neunter wurde.
Bei Deutschen Meisterschaften wurde Eidekorn insgesamt viermal Deutscher Meister, fünfmal Vizemeister und bekam viermal Bronze.